# 西武所沢車両工場
西武所沢車両工場（せいぶところざわしゃりょうこうじょう）は、1946年（昭和21年）から2000年（平成12年）まで存在した、主に西武鉄道に在籍する鉄道車両の保守管理業務、および鉄道車両の製造業務を行っていた工場。

## 概要
池袋線・新宿線の所沢駅に隣接して立地する。西武鉄道に在籍する鉄道車両の定期検査など通常の保守管理業務のほか、1954年（昭和29年）より鉄道車両の製造業務を開始、西武鉄道のみならず中小私鉄を中心に日本国内の私鉄各社へ納入したほか、他の車両メーカーの下請けとして他社が受注した車両の製造業務を担当した。また、西武鉄道において廃車となった鉄道車両はもちろんのこと、他事業者において廃車となった鉄道車両の譲渡に際しても積極的に関与し、各種改造を実施した上で中小私鉄へ譲渡したことも特筆される。
当工場は鉄道車両関連事業以外にも、自動車整備業務・ダンプトラックなど特殊車両の製造業務、遊園地遊戯施設の製造業務、砂利採取機械の製造・整備業務などを幅広く手がけ、日野自動車製ダンプトラックの荷台部分と油圧装置の装架や、系列会社である西武バスの車両整備なども担当した。
設立当初は西武鉄道の傘下企業の一つである復興社（現:西武建設）が運営する工場であったが、1973年（昭和48年）12月の組織改組に伴って西武鉄道の直営工場に変更された。以降の当工場は、大手私鉄が直営する日本国内唯一の鉄道車両の量産製造工場となり、鉄道車両製造専業メーカーと同等の技術力・生産能力を備える、日本の電鉄業界においては極めて特異な存在の工場であった。
1969年（昭和44年）に西武初の特急形車両である5000系電車が日立製作所に発注されるまで、西武鉄道が保有する鉄道車両は全車とも当工場で新製された。また、通勤形車両については1979年（昭和54年）に新101系電車が東急車輛製造（現:事業は総合車両製作所に継承）に発注されるまでの期間、全ての車両が当工場で新製された。
1983年（昭和58年）以降は鉄道車両の製造業務を段階的に縮小した末、1999年（平成11年）3月をもって終了した。定期検査業務についても翌2000年（平成12年）6月をもって終了し、池袋線武蔵丘信号場付近に新設された武蔵丘車両検修場へ業務を引き継ぐ形で、同月15日に当工場は閉鎖となった。

## 歴史

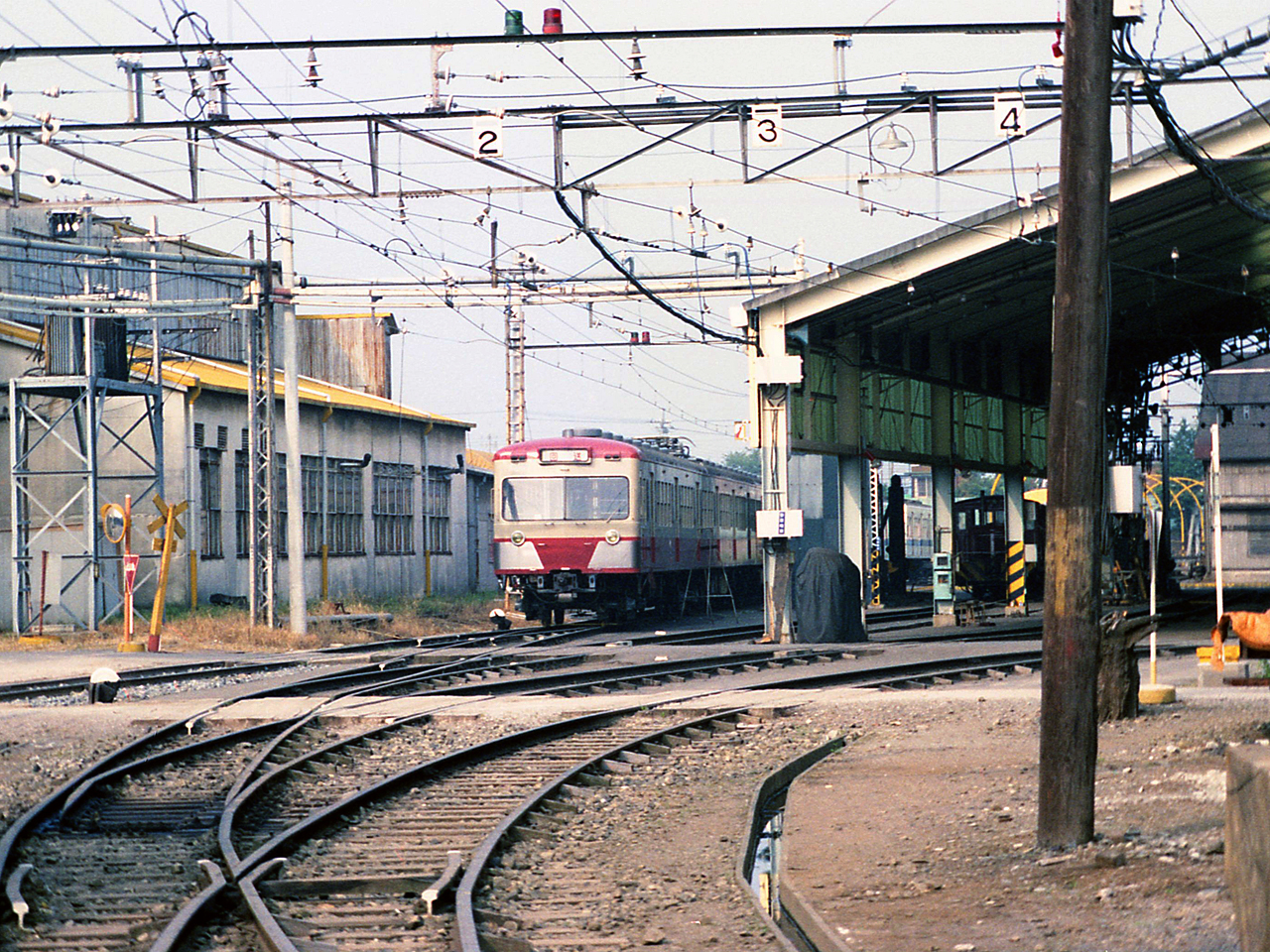
入出場線から構内を見る
（1975年8月）

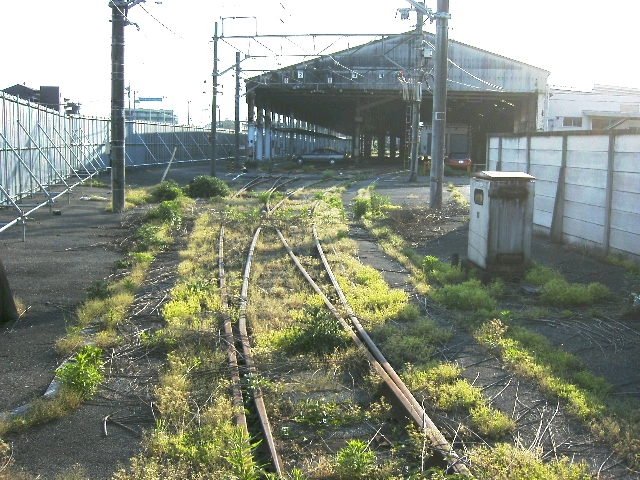
入出場線から構内を見る
（閉鎖後 2007年5月）

本節においては、主に鉄道車両製造事業者としての所沢車両工場について述べる。

### 黎明期
終戦後、西武グループの創始者・堤康次郎による「自らの力で電車を動かせる工場を作れ」との指示の下、1946年（昭和21年）9月に復興社保谷車輌工場が、同年11月には復興社所沢車輌工場がそれぞれ発足した。前者は電気関係の部品の補修を、後者は車両の補修をそれぞれ担当し、所沢車輌工場は当初所沢駅の東側、後に所沢車両管理所の敷地となった場所に仮設の工場を新設し業務を開始した。
同時期には旧日本陸軍立川航空工廠所沢支廠跡の敷地払い下げを連合国軍 (GHQ) 側に働きかけ、翌1947年（昭和22年）1月より建物・設備を借り受け、所沢車輌工場は正式に操業を開始した。当初は戦中の酷使によって極度に疲弊した従来車の整備を主な業務としたが、後に西武鉄道が車両不足対策として空襲によって被災焼失した日本国有鉄道（国鉄）の車両、いわゆる「戦災国電」を大量に購入して復旧の上で導入するに際して、当工場も復旧工事を担当し、1948年（昭和23年）4月に当工場が担当した復旧車両第一号が落成した。1950年（昭和25年）2月には保谷車輌工場を当工場へ統合、鉄道車両の製造および保守管理業務は当工場へ一本化された。
その後は戦災国電の復旧工事のほか、1950年（昭和25年）以降は並行して木造国電の台枠のみを流用して車体を新製する業務を開始したが、業務開始に際しては戦前の国鉄大井工場（現・東日本旅客鉄道東京総合車両センター）および大宮工場（現・同大宮総合車両センター）においてモハ50形・クハ65形電車の車体新製に関わった技術者を大量に雇い入れ、技術習得に努めた。それらによって培われた技術力を元に、1954年（昭和29年）7月には完全新規設計による新型車両、501系電車（初代）モハ501・502およびサハ1501・1502の4両が落成した。以降、西武鉄道に在籍する車両の新製は全て当工場によって行われたが、1950年代から1960年代にかけて新製された西武鉄道向けの鉄道車両各形式については、前述した戦災国電復旧車両の導入と同時に大量に購入した国鉄制式の主要機器が標準装備された点が特徴であった。また1952年（昭和27年）7月より西武鉄道以外の鉄道車両の受注業務を開始、木造車体の鋼体化改造車から台枠から新製した完全新製車の製造業務を始めとして、西武鉄道において廃車となった車両を地方私鉄へ譲渡するに際しての各種改造業務、および他事業者において廃車となった車両を購入し各種改造の上で地方私鉄へ転売する業務まで幅広く手がけ、各社へ納入した。その間、1953年（昭和28年）12月には土地・建物および付帯する設備について正式に払い下げを受け、名実ともに所沢車両工場の所有物件とした。

### ST式戸閉機構の開発
西武鉄道向けに1959年（昭和34年）に納入した451系電車より、1基のドアエンジンで両開客用扉の開閉動作を行う戸閉装置を開発・搭載した。従来の両開客用扉においては、左右の扉に1基ずつ計2基のドアエンジンを必要とし、開閉動作の同期など調整・保守管理上の欠点とされていたが、所沢車両工場が開発した同戸閉装置においては、客用扉鴨居部に環状のゴムベルトを渡し、左右の扉の上部をベルトの上下にそれぞれ固定して連動させることによって、1基のドアエンジンのみで開閉動作を可能としたものであった。「ST式戸閉機構 (ST = Seibu Tokorozawa) 」と命名され、翌1960年（昭和35年）に特許を取得した同戸閉装置は、西武鉄道の車両のみならず国鉄101系電車など、国鉄・私鉄を問わず両開客用扉を採用する鉄道車両に広く普及した。

### 社名変更

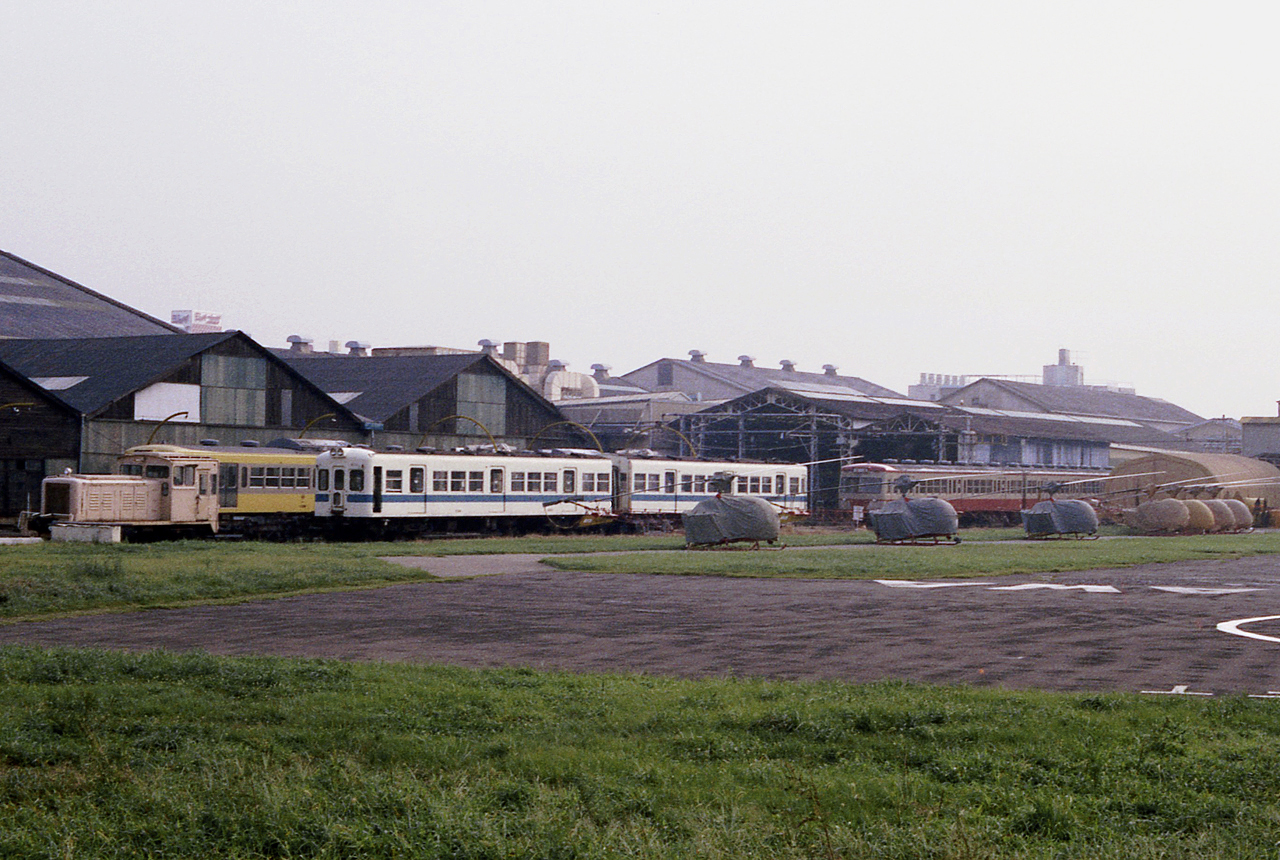
南側公道からの全景。新製中の101系、検査出場前の701系、三岐鉄道向け改造のために入場中の小田急2100系等が見える（1975年8月)

復興社は1961年（昭和36年）10月に西武建設株式会社へ社名を変更、それに伴って当工場も西武建設所沢車輌工場と改称された。同時期には旧日本陸軍施設の払い下げによる木造建物の鉄骨建造物への建て替えなど各種設備の近代化が進められ、それに伴って鉄道車両の生産能力も向上し、最盛期の1965年（昭和40年）には年間製造数60両（月産平均5両）を記録した。また1968年（昭和43年）7月には、汽車製造の下請け業務としてコンゴ共和国向けの客車8両を製造、当工場においては最初で最後の輸出車両の製造を担当した。
1973年（昭和48年）12月に当工場は西武建設株式会社から西武鉄道株式会社へ移管されて西武鉄道の直営工場となり、西武鉄道所沢車輌工場（西武所沢車両工場）と改称された。その後1979年（昭和54年）に新101系が東急車輛製造へ発注されて以降、西武鉄道においては同社と当工場へ新製車両を分散して発注する形態が取られたが、同一形式であっても東急車輛製造製の車両と当工場製の車両では、主要寸法こそ同一ながらも、それぞれの設備の関係から構体設計および工作方法には差異が生じた。

### 工場閉鎖
1981年（昭和56年）より、所沢駅西口周辺の再開発計画の進展に伴って当工場の移転が検討され、最終的に埼玉県日高市西台山（池袋線東飯能 - 高麗間・現在の武蔵丘信号場付近）への移転が決定した。以降、再開発事業による周辺道路拡幅工事などによって工場敷地の縮小が段階的に進められ、1983年（昭和58年）には年間最大生産能力が16両に低下した。1989年（平成元年）には日高市台地区の住民との間に検修場（武蔵丘車両検修場）建設に関する協定を締結、翌1990年（平成2年）より造成工事が開始された。その間、西武鉄道の新製車両は6000系電車以降において外部発注が主となり、設備と人員の維持管理の観点から9000系電車（計80両）については当工場において新製することとなったものの、同時に同系列の増備完了をもって車両新製業務を終了することも正式決定された。
1999年（平成11年）3月に落成した9000系9108編成の中間車6両（サハ9408-モハ9508-モハ9608-サハ9708-モハ9808-モハ9908）の出場をもって車両新製業務を終了、翌2000年（平成12年）6月1日に出場した新2000系電車2459編成の検査業務完了をもって、当工場における全ての業務が終了した。同年6月15日付で当工場は閉鎖となり、鉄道車両の保守管理業務は武蔵丘車両検修場へ継承された。

### 閉鎖後
当工場跡地については、2008年（平成20年）10月に西武鉄道が実施した土壌調査によって、敷地の一部から土壌汚染対策法で定められた基準値の110倍のテトラクロロエチレンおよび基準値の3.5倍の鉛が検出されるなど、土壌汚染が明らかとなった。また、地元自治体である所沢市の財政事情などから跡地の再開発計画は進展せず、工場の建造物は閉鎖当時のまま現存していたが、2014年（平成26年）度に所沢市は土地区画整理事業の区域を決める都市計画決定を行い、早期の事業実現に向けた検討が進められることとなった。
当工場跡地で開発が進められている商業施設の名称は「エミテラス所沢」に決定し、2024年9月24日にオープンした。

### 年表
- 1946年（昭和21年）11月 - 株式会社復興社所沢車輌工場発足。仮設工場にて操業開始。
- 1947年（昭和22年）1月 - 旧日本陸軍立川航空工廠所沢支廠の土地・建物を借入、同地にて正式操業開始。
- 1948年（昭和23年）3月 - 西武鉄道向けの戦災国電復旧工事を担当、第一号車落成。
- 1949年（昭和24年）1月 - 日本工機株式会社を吸収合併。
- 1949年（昭和24年）3月 - 株式会社三浦木工所を吸収合併。
- 1950年（昭和25年）2月 - 保谷車輌工場を合併統合。
- 1950年（昭和25年）3月 - 鉄道車両の重要部検査ならびに全般検査業務開始。
- 1952年（昭和27年）3月 - 近藤自動車株式会社を吸収合併。
- 1953年（昭和28年）4月 - 国鉄木造車払い下げ車の鋼体化改造車第一号車落成。
- 1953年（昭和28年）12月 - 土地・建物および付帯する設備について正式に払い下げ。
- 1954年（昭和29年）7月 - 当工場初の新規設計による完全新製車（初代501系電車）落成。
- 1957年（昭和32年）4月 - 朝日ヘリコプター株式会社の保守管理業務開始、所沢整備工場設置。
- 1958年（昭和33年）4月 - 建設機械の修繕業務開始。
- 1959年（昭和34年）11月 - 451系電車においてST式戸閉機構を実用化。
- 1961年（昭和36年）10月 - 株式会社復興社が西武建設株式会社と社名変更、西武建設所沢車輌工場となる。
- 1966年（昭和41年）12月 - 自動車部門が民間車検指定整備工場となる。
- 1968年（昭和43年）7月 - コンゴ共和国向け客車8両を汽車製造株式会社の下請けで新製、当工場において製造された唯一の輸出車両となる。
- 1973年（昭和48年）12月 - 西武鉄道株式会社へ移管、西武鉄道所沢車輌工場となる。
- 1977年（昭和52年）12月 - 朝日ヘリコプター株式会社移転。
- 1981年（昭和56年） - 移転計画策定。埼玉県日高市西台山への移転が決定。
- 1993年（平成5年）12月 - 当工場が設計・製造を担当した最後の新形式車両（9000系電車）の第一編成落成。
- 1994年（平成6年）3月 - 自動車部門業務終了。
- 1999年（平成11年）3月 - 9000系電車6両の落成をもって車両製造業務終了。
- 2000年（平成12年）6月 - 全ての業務を終了。武蔵丘車両検修場（西武車両）へ移転、閉鎖。
- 2024年（令和6年）9月24日 - 跡地に「エミテラス所沢」がオープン。

## 製造車両

### 西武鉄道向け

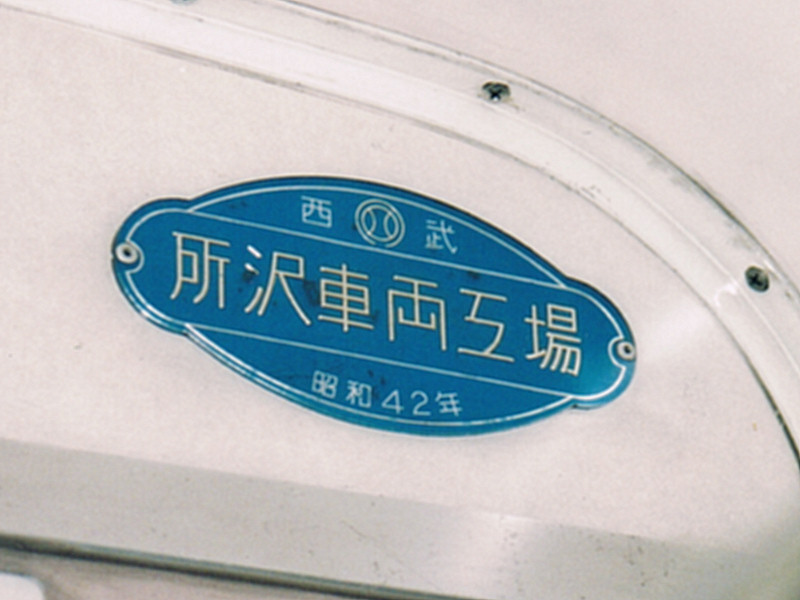
車内銘板
流鉄2000形（元西武801系）

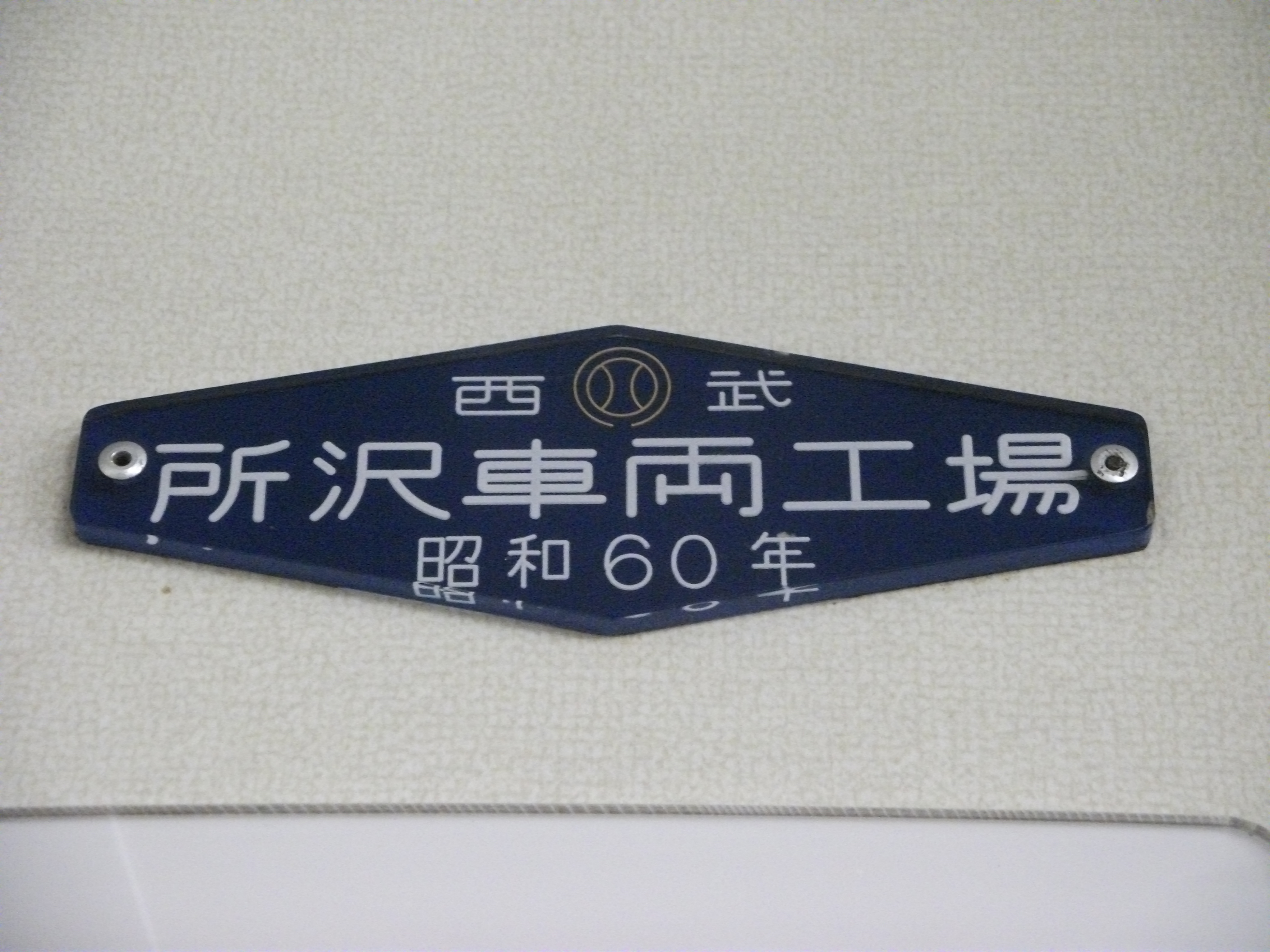
車内銘板
（西武3000系）

|              | 形式                    | 落成初年度 | 製造両数 | 備考                                                     |
| ------------ | ----------------------- | ---------- | -------- | -------------------------------------------------------- |
| 旅客用車両   | クハ1111形電車          | 1953年     | 2両      | クハ1114・1115（いずれも落成当時の車番）は新製名義で落成 |
| 旅客用車両   | 501系電車（初代）       | 1954年     | 70両     | 後の351系電車（モハ501形初代・20両）を含む               |
| 旅客用車両   | クハ1411形電車          | 1955年     | 18両     | 他27両は戦災車復旧・木造車鋼体化名義で落成               |
| 旅客用車両   | 401系電車（初代）       | 1956年     | 1両      | 国鉄モハ63形の模倣型。他3両は事故復旧名義で落成          |
| 旅客用車両   | 451系電車               | 1958年     | 54両     |                                                          |
| 旅客用車両   | 551系電車               | 1961年     | 24両     |                                                          |
| 旅客用車両   | 601系電車               | 1963年     | 28両     |                                                          |
| 旅客用車両   | 701系電車               | 1964年     | 192両    |                                                          |
| 旅客用車両   | 411系電車               | 1964年     | 38両     |                                                          |
| 旅客用車両   | 801系電車               | 1968年     | 20両     |                                                          |
| 旅客用車両   | 101系電車               | 1969年     | 278両    |                                                          |
| 旅客用車両   | 5000系電車              | 1970年     | 24両     | 他12両は日立製作所製、初号車の落成年は1969年             |
| 旅客用車両   | 2000系電車              | 1977年     | 130両    |                                                          |
| 旅客用車両   | 新101系・301系電車      | 1979年     | 100両    | 他56両は東急車輛製造製                                   |
| 旅客用車両   | 3000系電車              | 1984年     | 48両     | 他24両は東急車輛製造製、初号車の落成年は1983年           |
| 旅客用車両   | 新2000系電車            | 1988年     | 84両     | 他230両は東急車輛製造製                                  |
| 旅客用車両   | 9000系電車              | 1993年     | 80両     |                                                          |
| 山口線用車両 | B11形蓄電池機関車       | 1957年     | 4両      | 他1両 (B11) は1951年中島自動車製                         |
| 山口線用車両 | 1形開放型客車           | 1950年     | 19両     |                                                          |
| 山口線用車両 | 21形密閉型客車          | 1964年     | 4両      | 他2両は1形客車からの改造車                               |
| 電気機関車   | E31形電気機関車（初代） | 1955年     | 1両      | 他3両は1948年東京芝浦電気製                              |
| 電気機関車   | E31形電気機関車（2代）  | 1986年     | 4両      |                                                          |
| 内燃機関車   | D1形ディーゼル機関車    | 1957年     | 1両      |                                                          |
| 貨車         | スム101形貨車           | 1957年     | 10両     | スム151 - スム160                                        |
| 貨車         | スム201形貨車           | 1960年     | 45両     |                                                          |
| 貨車         | スム301形貨車           | 1962年     | 30両     |                                                          |
| 貨車         | テキ401形貨車           | 1969年     | 6両      | 若松車輛の下請け製造 。三菱マテリアル所有の私有貨車      |
| 貨車         | ワフ1形貨車             | 1967年     | 9両      | ト1形からの改造車                                        |
| 貨車         | ワフ101形貨車           | 1969年     | 7両      | スム101形からの改造車                                    |
| 貨車         | トム1501形貨車          | 1957年     | 10両     | トム1611 - トム1620                                      |
| 貨車         | トム2001形貨車          | 1961年     | 15両     |                                                          |
| 貨車         | チキ21形貨車            | 1969年     | 2両      |                                                          |
| 貨車         | ホキフ71形貨車          | 1968年     | 4両      |                                                          |
| 貨車         | ホキ81形貨車            | 1968年     | 10両     |                                                          |
| 貨車         | サ1形貨車               | 1957年     | 1両      | 移動変電車                                               |

### 他事業者向け
|              | 形式・車両番号               | 落成初年度 | 製造両数 | 備考                                                            |
| ------------ | ---------------------------- | ---------- | -------- | --------------------------------------------------------------- |
| 越後交通     | トム1000形無蓋貨車           | 1956年     | 16両     |                                                                 |
| 上毛電気鉄道 | デハ170型電車                | 1959年     | 1両      |                                                                 |
| 上毛電気鉄道 | デハ180型電車                | 1963年     | 1両      |                                                                 |
| 上信電鉄     | 200形電車                    | 1969年     | 4両      | 2次車の新製を担当、1次車5両は東洋工機製                         |
| 伊豆箱根鉄道 | 1000系電車                   | 1963年     | 12両     | 第1編成は車体の新製のみ担当、艤装は伊豆箱根鉄道大場工場にて施工 |
| 豊橋鉄道     | デキ350形電気機関車          | 1955年     | 1両      | 東芝車輌の下請けで新製                                          |
| 三岐鉄道     | モハ150形電車150・151        | 1971年     | 2両      | モハ151は当工場が新製した最後の他事業者向け鉄道車両             |
| 三岐鉄道     | ED45形電気機関車 ED457       | 1973年     | 1両      |                                                                 |
| 川崎製鉄     | 3号・4号車                   | 1970年     | 2両      | 水島製鉄所向け構内牽引車                                        |
| 東芝府中工場 | 5300105-1                    | 1967年     | 1両      | 鉱山用6t特殊電気機関車                                          |
| コンゴ共和国 | 44080 - 44084・44060 - 44062 | 1968年     | 8両      | コンゴ国鉄向け客車、汽車製造の下請けで新製                      |

## 改造を担当した車両

### 西武鉄道向け
主要な改造車両のみを記し、各形式内における改造（冷房化改造・更新修繕など）については割愛する。
|              | 形式                      | 改造初年度 | 改造内容                                 | 備考                                      |
| ------------ | ------------------------- | ---------- | ---------------------------------------- | ----------------------------------------- |
| 旅客用車両   | 311系電車                 | 1948年     | 戦災車復旧・木造車鋼体化                 |                                           |
| 旅客用車両   | モハ101形・クハ1111形電車 | 1949年     | 木造車鋼体化                             | 前述新製名義で落成した2両を除く全車が該当 |
| 旅客用車両   | クハ1411形電車            | 1950年     | 戦災車復旧・木造車鋼体化                 | 同名義で落成した車両は全45両中27両        |
| 旅客用車両   | クハ1101形電車            | 1951年     | 内燃動車の電車化改造                     | 多摩湖線用制御車                          |
| 旅客用車両   | 401系電車（初代）         | 1953年     | 国鉄モハ63形の事故廃車車両復旧           | 3両を導入、不足する1両は前述新製車を充当  |
| 旅客用車両   | クハ1121形電車            | 1958年     | 内燃動車の電車化・車体延長改造           | 多摩湖線用制御車                          |
| 旅客用車両   | 371系電車                 | 1959年     | 導入に際しての各種整備                   | 国鉄クモハ11形電車400番台の払い下げ車両   |
| 旅客用車両   | 401系電車（2代）          | 1978年     | 411系（2代）をカルダン駆動化改造         |                                           |
| 旅客用車両   | 571系電車                 | 1978年     | 551系モハ571形・サハ1571形を先頭車化改造 | 竣功後独立形式化                          |
| 旅客用車両   | 新501系電車               | 1980年     | 701系クハ1701形を電動車化改造            |                                           |
| 山口線用車両 | 1形蒸気機関車             | 1970年     | 導入に際しての各種整備                   | 頸城鉄道自動車より借入                    |
| 山口線用車両 | 2形蒸気機関車             | 1971年     | 導入に際しての各種整備                   | 井笠鉄道より借入                          |
| 山口線用車両 | 5形蒸気機関車（2代）      | 1977年     | 導入に際しての各種整備                   | 台湾・台糖公司より譲渡                    |
| 山口線用車両 | 31形木造客車              | 1977年     | 導入に際しての各種整備                   | 井笠鉄道より譲渡                          |

### 他事業者向け
譲渡車両については、当工場が西武鉄道の車両譲渡に関与した1957年（昭和32年）7月以降に譲渡された車両のみを示す。

#### 西武鉄道からの譲渡車両
|              | 形式・車両番号                   | 譲渡初年 | 西武鉄道における最終形式         | 備考                                       |
| ------------ | -------------------------------- | -------- | -------------------------------- | ------------------------------------------ |
| 津軽鉄道     | ナハフ1200形客車                 | 1965年   | クハ1151形                       | 譲渡に際して客車化改造                     |
| 弘南鉄道     | モハ2231形電車                   | 1961年   | モハ231形                        |                                            |
| 弘南鉄道     | クハ1266形電車                   | 1964年   | クハ1151形                       |                                            |
| 弘南鉄道     | モハ11形・クハ16形電車           | 1971年   | 311系                            |                                            |
| 弘南鉄道     | ED33形電気機関車                 | 1961年   | E11形電機                        |                                            |
| 羽後交通     | デハ6形電車                      | 1958年   | モハ101形                        | 同社雄勝線に配属                           |
| 羽後交通     | デハ7形電車                      | 1963年   | クハ1121形                       | 同社雄勝線に配属                           |
| 栗原電鉄     | M16形電車                        | 1955年   | モハ201形                        | 木造車体。後述M18形の種車となる            |
| 栗原電鉄     | M17形・C17形電車                 | 1976年   | 371系                            |                                            |
| 山形交通     | モハ1形電車（モハ3）             | 1958年   | モハ101形                        | 同社高畠線に配属                           |
| 山形交通     | ハフ3形客車                      | 1958年   | クハ1111形                       | 譲渡に際して客車化改造、同社尾花沢線に配属 |
| 山形交通     | モハ111形電車                    | 1958年   | モハ221形・クハ1221形            | 同社三山線に配属                           |
| 山形交通     | モハ105形・クハ11形電車          | 1964年   | クハ1111形                       | 同社三山線に配属                           |
| 山形交通     | モハ1形電車（モハ4）             | 1965年   | クハ1151形                       | 同社高畠線に配属                           |
| 総武流山電鉄 | モハ1000形・クハ50形電車         | 1962年   | クハ1211形                       |                                            |
| 総武流山電鉄 | 1200形・1300形電車               | 1978年   | 501系（初代）・551系・クハ1651形 |                                            |
| 総武流山電鉄 | 2000形電車                       | 1994年   | 701系・801系                     |                                            |
| 総武流山電鉄 | 3000形電車                       | 1999年   | 101系                            |                                            |
| 上信電鉄     | 100形電車                        | 1978年   | 451系・クハ1651形                |                                            |
| 上信電鉄     | 150形電車                        | 1993年   | 401系（2代）・701系・801系       |                                            |
| 上毛電気鉄道 | デハ230型・クハ30型電車          | 1977年   | 351系・クハ1411形                |                                            |
| 新潟交通     | クハ39形電車                     | 1962年   | クハ1211形                       |                                            |
| 蒲原鉄道     | モハ61形電車                     | 1958年   | クハ1231形                       |                                            |
| 蒲原鉄道     | モハ71形電車                     | 1965年   | クハ1211形                       |                                            |
| 越後交通     | ED310形電気機関車                | 1963年   | E31形電機（初代）                |                                            |
| 越後交通     | ED260形電気機関車                | 1968年   | E11形電機                        |                                            |
| 松本電気鉄道 | ED30形電気機関車                 | 1960年   | A1形電機                         |                                            |
| 伊豆箱根鉄道 | モハ151形・クハ181形電車         | 1968年   | 311系                            |                                            |
| 大井川鉄道   | モハ304・クハ504号電車           | 1961年   | モハ231形                        | 形式は「モハ300形・クハ500形」             |
| 大井川鉄道   | モハ307・クハ507号電車           | 1964年   | モハ151形・クハ1151形            | 形式は「モハ300形・クハ500形」             |
| 大井川鉄道   | モハ311・クハ511号電車           | 1976年   | 371系                            | 形式は「モハ300形・クハ500形」             |
| 大井川鉄道   | モハ312・313・クハ512・513号電車 | 1977年   | 351系                            | 形式は「モハ300形・クハ500形」             |
| 大井川鉄道   | サハ1411形電車                   | 1980年   | サハ1411形                       |                                            |
| 豊橋鉄道     | ク1500形電車                     | 1959年   | クハ1121形                       |                                            |
| 豊橋鉄道     | モ1300形電車                     | 1962年   | モハ101形                        |                                            |
| 豊橋鉄道     | モ1700形・ク1750形電車           | 1963年   | モハ221形・クハ1221形            |                                            |
| 日本油脂     | モ101形・ク101形電車             | 1961年   | モハ101形・クハ1111形            |                                            |
| 東濃鉄道     | モハ110形・クハ210形電車         | 1963年   | モハ151形・クハ1151形            |                                            |
| 三岐鉄道     | クハ200形電車                    | 1957年   | クハ1231形                       |                                            |
| 三岐鉄道     | 501系電車                        | 1977年   | 501系（初代）                    |                                            |
| 三岐鉄道     | 601系電車                        | 1982年   | 451系・571系                     |                                            |
| 三岐鉄道     | 801系・851系電車                 | 1989年   | 701系                            |                                            |
| 三岐鉄道     | 101系電車                        | 1990年   | 401系（2代）                     |                                            |
| 一畑電気鉄道 | クハ100形電車                    | 1958年   | クハ1231形                       |                                            |
| 一畑電気鉄道 | 60系電車（初代）                 | 1960年   | モハ221形・クハ1221形            |                                            |
| 一畑電気鉄道 | 70系電車                         | 1964年   | クモハ301形                      |                                            |
| 一畑電気鉄道 | 80系電車                         | 1981年   | 451系                            |                                            |
| 一畑電気鉄道 | 60系（2代）・90系電車            | 1985年   | 551系・クハ1651形                |                                            |
| 伊予鉄道     | 110系電車                        | 1965年   | モハ151形・クハ1151形            |                                            |

#### その他
|              | 形式・車両番号              | 改造初年 | 改造内容                                                | 備考                               |
| ------------ | --------------------------- | -------- | ------------------------------------------------------- | ---------------------------------- |
| 弘前電気鉄道 | モハ100形電車 (108)         | 1968年   | 京急400形電車（初代）の旧車体を流用                     | 新製名義で納入                     |
| 羽後交通     | ホハフ6形客車               | 1965年   | 元東京都交通局（都電）1000形電車、客車化改造の上で納入  | 同社横荘線に配属                   |
| 栗原電鉄     | M18形電車 (M181)            | 1959年   | 前述M16形M161を鋼体化改造                               |                                    |
| 栗原電鉄     | C15形電車                   | 1961年   | 木造車体の鋼体化改造                                    |                                    |
| 山形交通     | モハ1形電車（モハ1）        | 1959年   | 更新修繕工事                                            | 同社高畠線に所属する従来車         |
| 山形交通     | モハ1形電車（モハ2）        | 1962年   | 更新修繕工事                                            | 同社高畠線に所属する従来車         |
| 山形交通     | ハフ4形客車                 | 1965年   | 車体延長改造                                            | 同社尾花沢線に所属する従来車       |
| 山形交通     | ED2形電気機関車             | 1965年   | 近江鉄道より購入、整備を実施した上で山形交通へ転売      | 同社高畠線に配属                   |
| 日立電鉄     | モハ1000形電車              | 1963年   | 更新修繕工事                                            |                                    |
| 日立電鉄     | モハ1300形電車              | 1971年   | 更新修繕工事                                            |                                    |
| 日立電鉄     | モハ2230形電車              | 1972年   | 更新修繕工事                                            |                                    |
| 関東鉄道     | キハ410形気動車             | 1972年   | 更新修繕・片運転台化・前面改造工事                      |                                    |
| 関東鉄道     | キハ600形気動車             | 1972年   | 更新修繕・前面改造工事                                  |                                    |
| 関東鉄道     | キハ610形気動車             | 1973年   | 更新修繕・客用扉改造・片運転台化・前面改造工事          |                                    |
| 関東鉄道     | キハ755形気動車             | 1973年   | 元南海電気鉄道キハ5501形気動車、4扉構造化改造の上で納入 | 事故廃車車両を西武建設が購入・転売 |
| 関東鉄道     | キクハ1形・キサハ65形気動車 | 1973年   | 元小田急クハ1650形電車を気動車化改造                    | 新製名義で納入                     |
| 銚子電気鉄道 | モハ500形電車               | 1971年   | 元上田丸子電鉄モハ2320形電車、各種整備施工              |                                    |
| 銚子電気鉄道 | モハ700形電車               | 1978年   | 元近江鉄道モハ51形電車、各種整備施工                    |                                    |
| 総武流山電鉄 | モハ1100形電車              | 1968年   | 元京急400形（初代）の旧車体を流用                       | 新製名義で納入                     |
| 上信電鉄     | デハ20形電車                | 1960年   | デハ22（デハ4の木造車体の鋼体化改造による）             |                                    |
| 上信電鉄     | クハ20形電車                | 1961年   | クハ22（クハニ21の車体更新による）                      |                                    |
| 上信電鉄     | デハ10形電車                | 1962年   | デハ10の車体延伸改造                                    |                                    |
| 上毛電気鉄道 | クハ60型電車                | 1958年   | 木造車体の鋼体化改造                                    |                                    |
| 上毛電気鉄道 | クハ300型電車               | 1959年   | 木造車体の鋼体化改造                                    |                                    |
| 上毛電気鉄道 | デハ160型電車               | 1960年   | 木造車体の鋼体化改造                                    |                                    |
| 上毛電気鉄道 | クハ1060型電車              | 1961年   | 木造車体の鋼体化改造                                    |                                    |
| 上毛電気鉄道 | デハ800型電車               | 1962年   | 木造車体の鋼体化改造                                    |                                    |
| 上武鉄道     | ハフ3形客車                 | 1961年   | 所沢車両工場の構内入換用内燃動車を客車化改造の上で譲渡  | 旧篠山鉄道レカ1形、新製名義で納入  |
| 上武鉄道     | DC101号ディーゼル機関車     | 1966年   | 元建設省保有のNo.28-403、各種整備施工                   | 新製名義で納入                     |
| 上武鉄道     | DD104号ディーゼル機関車     | 1977年   | 元大井川鉄道DD100形、各種整備施工                       |                                    |
| 蒲原鉄道     | クハ10形電車                | 1961年   | 車体修繕工事                                            |                                    |
| 蒲原鉄道     | モハ31形・41形電車          | 1962年   | 車体修繕工事                                            | モハ41形は車体延伸改造も施工       |
| 伊豆箱根鉄道 | ED11形電気機関車            | 1953年   | 4軸ボギー構造化・両運転台化改造                         | 旧国鉄ED40形電気機関車             |
| 大井川鉄道   | モハ303・クハ503号電車      | 1965年   | 事故復旧工事                                            |                                    |
| 東濃鉄道     | DD105号ディーゼル機関車     | 1970年   | 元大井川鉄道DD100形、各種整備施工                       |                                    |
| 三岐鉄道     | モハ140形電車               | 1974年   | 元小田急1600形電車、各種整備施工                        | 新製名義で納入                     |
| 三岐鉄道     | モハ150形電車155・156       | 1974年   | 元相模鉄道クハ2500形電車、各種整備施工                  |                                    |
| 三岐鉄道     | モハ120形・クハ210形電車    | 1976年   | 元小田急2100形電車、各種整備施工                        |                                    |
| 近江鉄道     | モハ135形・クハ1210形電車   | 1966年   | 元京急400形（初代）の旧車体を転売                       | 改造は同社彦根工場において施工     |
| 近江鉄道     | モハ200形・クハ1200形電車   | 1970年   | 従来車の車体更新                                        | クハ1200形は新製名義で納入         |
| 近江鉄道     | モハ203形電車203・204       | 1970年   | 従来車の車体更新                                        |                                    |
| 伊予鉄道     | 120系電車                   | 1968年   | 元京急400形（初代）の旧車体を流用                       | 新製名義で納入                     |
| 伊予鉄道     | サハ500形電車               | 1972年   | 元東京急行電鉄サハ3350形電車を西武建設が購入・転売      | 新製名義で納入                     |
| 伊予鉄道     | 130系電車                   | 1972年   | 他社で廃車となった車両を西武建設が購入、整備の上で譲渡  |                                    |